# Metopius croaticus
Metopius croaticus är en stekelart som beskrevs av Clement 1930. Metopius croaticus ingår i släktet Metopius och familjen brokparasitsteklar. Inga underarter finns listade i Catalogue of Life.